# Viella (Siero)
Viella és una parròquia del conceyu asturià de Siero. Està situada a l'oest del seu terme municipal, prop del límit amb el concejo d'Oviedo, a una altura de 210 msnm. Té una població de 4.908 habitants, dels quals el nucli homònim n'allotja 631 (INE, 2008). És una zona d'activitat agrícola i de gran activitat industrial nus de comunicacions viàries i ferroviàries.

## Pobles de Viella
- La Belga
- Cogollo
- La Fresnera
- Naón
- Urbanización la Fresneda
- Viella